# Museum für Zeit – Pfälzisches Turmuhrenmuseum

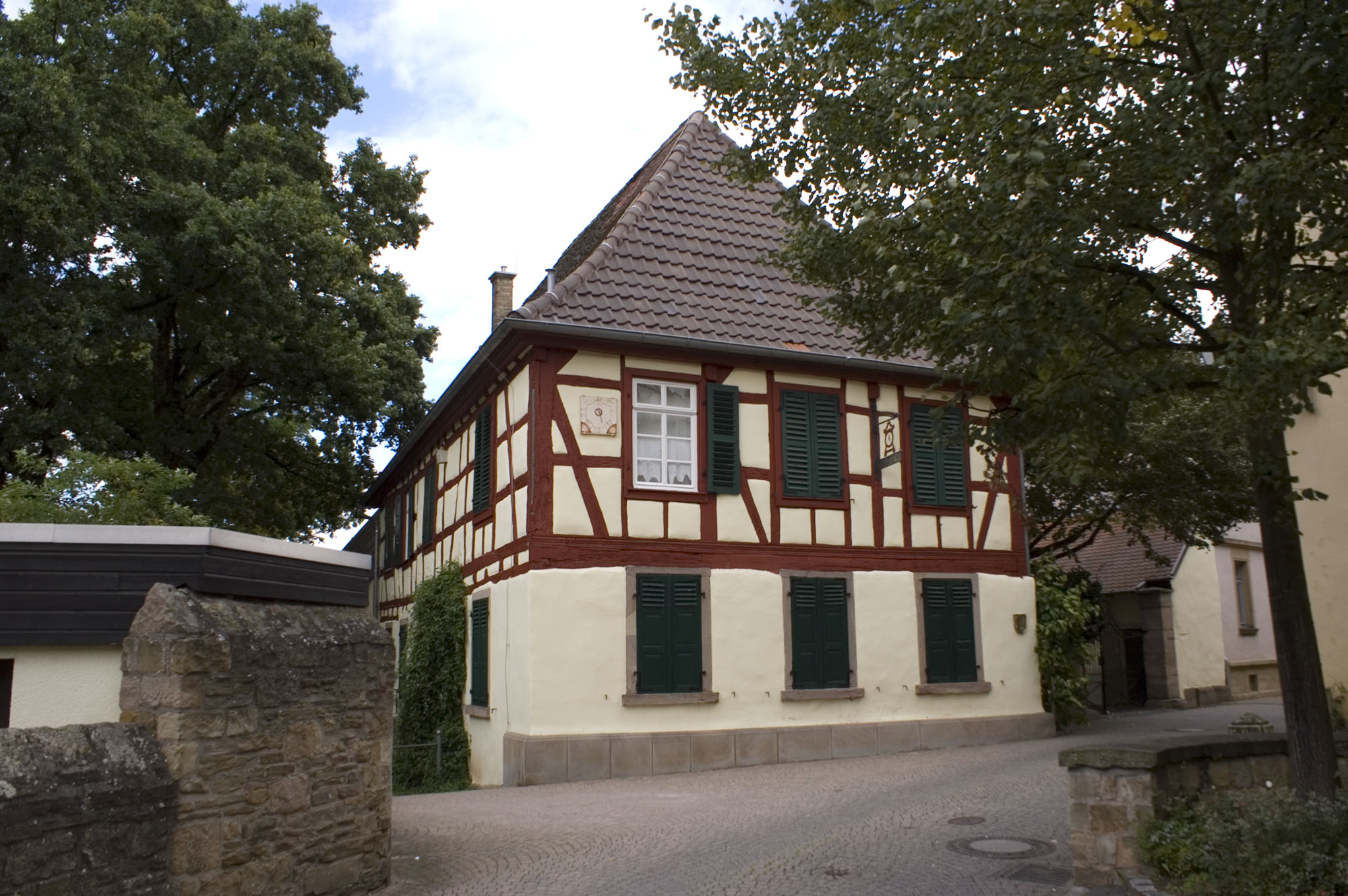
Gebäude in der Schlossstraße

Das Museum für Zeit – Pfälzisches Turmuhrenmuseum in Rockenhausen präsentiert in einem ehemaligen Gehöft eine Sammlung historischer Zeitmessgeräte, eine astronomische Großuhr und ein Carillon. Es verfügt über eine reiche Bibliothek mit Spezialliteratur zum Thema Zeitmessung. Ausgestellt sind Kupferstiche und Abbildungen zum Thema sowie besondere Bibliotheksexemplare.
Das 1979 von Knut Deutschle gegründete Museum wurde zunächst wegen seiner kleinen Sammlung Uhrenstube oder pfälzisch Uhrestub genannt. In der Folge gelang es, interessante Turmuhren zu sammeln und zu restaurieren. Heute besitzt das Museum 50 Turmuhren, die größte ist über 3 Meter groß. Das Museum wurde dann Pfälzisches Turmuhrenmuseum genannt. Mit der Ausdehnung der Sammlung auf Wanduhren, Standuhren, Sonnenuhren, Wasseruhren und Sanduhren wurde dem Namen der Begriff Museum für Zeit  vorangestellt.
Unter dem Giebel des Museums befindet sich ein Carillon mit 37 Glocken, das 2014 für 91.000 Euro, davon 45.000 Euro von der EU installiert wurde. Beraten wurde die Stadt dabei von dem Würzburger Musikwissenschaftler Dr. Jürgen Buchner, der auch Absolvent der Königlichen Carillon-Schule Jef Deyn in Mechelen ist.

## Publikationen
Das Museum für Zeit gibt Bücher und Broschüren heraus. Bisher sind erschienen:
Reihe Uhren der Pfalz
- Die alten Turmuhren
- Meister der alten Turmuhren
- Sonnenuhren in der Pfalz

Reihe Von Zeiten und Uhren
- Band 1 – Sanduhren
- Band 2 – Sonnenuhren
- Band 3 – Wasseruhren, Sonnenuhren und Sanduhren[6]